# Louis Drubbel
Louis Drubbel (Gent, 31 januari 1814 - aldaar, 26 juni 1887) was een Belgisch volksvertegenwoordiger, advocaat en stafhouder aan de balie van Gent.

## Levensloop
Drubbel was een zoon van de zakenman Jan Baptist Drubbel en van Livina De Paepe. Hij trouwde met Mélanie Van Hoecke. Hij was de schoonvader van minister Victor Begerem.
Hij promoveerde in 1838 tot doctor in de rechten aan de Rijksuniversiteit Gent. Hij werd advocaat en was driemaal stafhouder van de Gentse balie.
In 1870 werd hij verkozen tot katholiek volksvertegenwoordiger voor het arrondissement Gent en bleef dit mandaat vervullen tot in 1878.